# ムナナ
ムナナ（Mounana）は、ガボンの都市。オートオゴウェ州に属する。人口は4,377人（2013年国勢調査）。国道N3号が通っている。
1956年にこの地でウラン鉱床が発見され、1961年からフランスヴィル・ウラン鉱山会社によって採掘が開始された。1980年には1000tを越える産出があったものの、ウラン相場の低迷によって採算が取れなくなり、1999年に鉱山は閉鎖された。現在は農業中心の小さな村となっている。
ムナナから南に2kmのところに、やはりウランが採掘されていたオクロ鉱床があり、1972年5月に同鉱床産出のウランの成分が通常のものと異なっていることが発見され、この地域で20億年前に天然の核分裂が起こっていたことがわかった。（オクロの天然原子炉）オクロとムナナの鉱床は同一のものであり、その後、このムナナ鉱山でも同種の鉱石が発見された。